# Querum
Querum è una località della Germania, frazione (Stadtteil) della città di Braunschweig, nel land della Bassa Sassonia.

## Storia
Già comune autonomo, fu incorporato a Braunschweig nel 1934.